# Lều chõng
Lều chõng là một tiểu thuyết phóng sự của nhà văn Ngô Tất Tố, ra mắt độc giả lần đầu ngày 10 tháng 3 năm 1939 tại Hà Nội.

## Nội dung
Truyện đề cập việc ngày xưa, khi đi thi, thí sinh lại phải mang theo lều, chõng, thức ăn, lặn lội xa xôi lên kinh thành. Thầy khoá Đào Vân Hạc đỗ Giải nguyên sau kì thi trước đáng lẽ được làm Giải nguyên nhưng vì trẻ tuổi nên phải đợi khoa sau. Hạc đỗ Hội nguyên nhưng vì phạm húy trong kì thi Đình nên bị giam hai ngày và bị truất khoa cử. Tác giả Ngô Tất Tố viết truyện này để nói lên những oái ăm của các kỳ thi này và nêu lên sự sụp đổ tinh thần của những nho sĩ suốt đời lấy khoa cử làm con đường tiến thân nhưng lại bị hoàn toàn thất vọng. Lều chõng được đăng trên báo Thời Vụ năm 1939 và được in sách vào năm 1941.

### Nhân vật
- Đoàn Vân Hạc
- Bùi Đốc Cung
- Nguyễn Khắc Mẫn
- Trần Đằng Long (anh Nghè Long)
- Cô Thúy (vợ Trần Đằng Long)
- Tường Loan
- Trần Đức Chinh
- Bà Đồ
- Ông Đồ
- Cô Ngọc (vợ Đoàn Vân Hạc)
- Cô Bích (em gái cô Ngọc)
- Cụ Bảng Tiên Kiều
- Cụ Nghè Quỳnh Lâm
- Cụ Cử Liên Trì
- Chủ quán trọ ở kinh đô
- Quan Đốc học Hà Nội
- Đoàn Hải Âu
- Đoàn Tiêm Hồng
- Đoàn Đoàn Bằng
- Đoàn Cương Phượng
- Đào Cúc
- Đào Phượng

## Trích dẫn
| “            | Ngày nay nghe đến hai tiếng "Lều", "Chõng" có lẽ nhiều người sẽ lấy làm lạ vì những vật ấy từ biệt chúng ta mà đi đến chỗ mất tích đã gần ba chục năm nay. Nhưng mà trước hơn hai chục năm đi ngược trở lên, cho đến hơn một nghìn năm, "Lều" "Chõng" vẫn làm chủ vận mệnh của giang sơn cũ kỹ mà người ta vẫn khoe là "bốn nghìn năm văn hiến". Những ông ngồi trong miếu đường làm rường làm cột cho nước nhà, những ông ở nơi tuyền thạch, làm khuôn mẫu cho đạo đức phong hóa, đều ở trong đám lều chõng mà ra. Lều Chõng với nước Việt Nam không khác một ông tạo vật, đã chế tạo đủ các hạng người hữu dụng hoặc vô dụng. Chính nó đã làm cho nước Việt Nam trở nên một nước có văn hóa, rồi lại chính nó đã đưa nước Việt Nam đến cõi diệt vong. Vì nó, nước Việt Nam trong một thời kì rất dài đã phát hiện ra nhiều cảnh tượng kỳ quái, có thể khiến cho người ta phải cười, phải khóc, phải rùng rợn hồi hộp | ” |
| — Ngô Tất Tố | |   |